# Черкасов Володимир Юрійович
Володи́мир Ю́рійович Черка́сов (Псевдо: «Чірік»; 3 червня 1989, Ольгопіль — 24 липня 2014, м. Первомайськ, Луганська область) — сержант, старший розвідник-снайпер 140-го центру спеціального призначення Збройних сил України.

## Життєпис

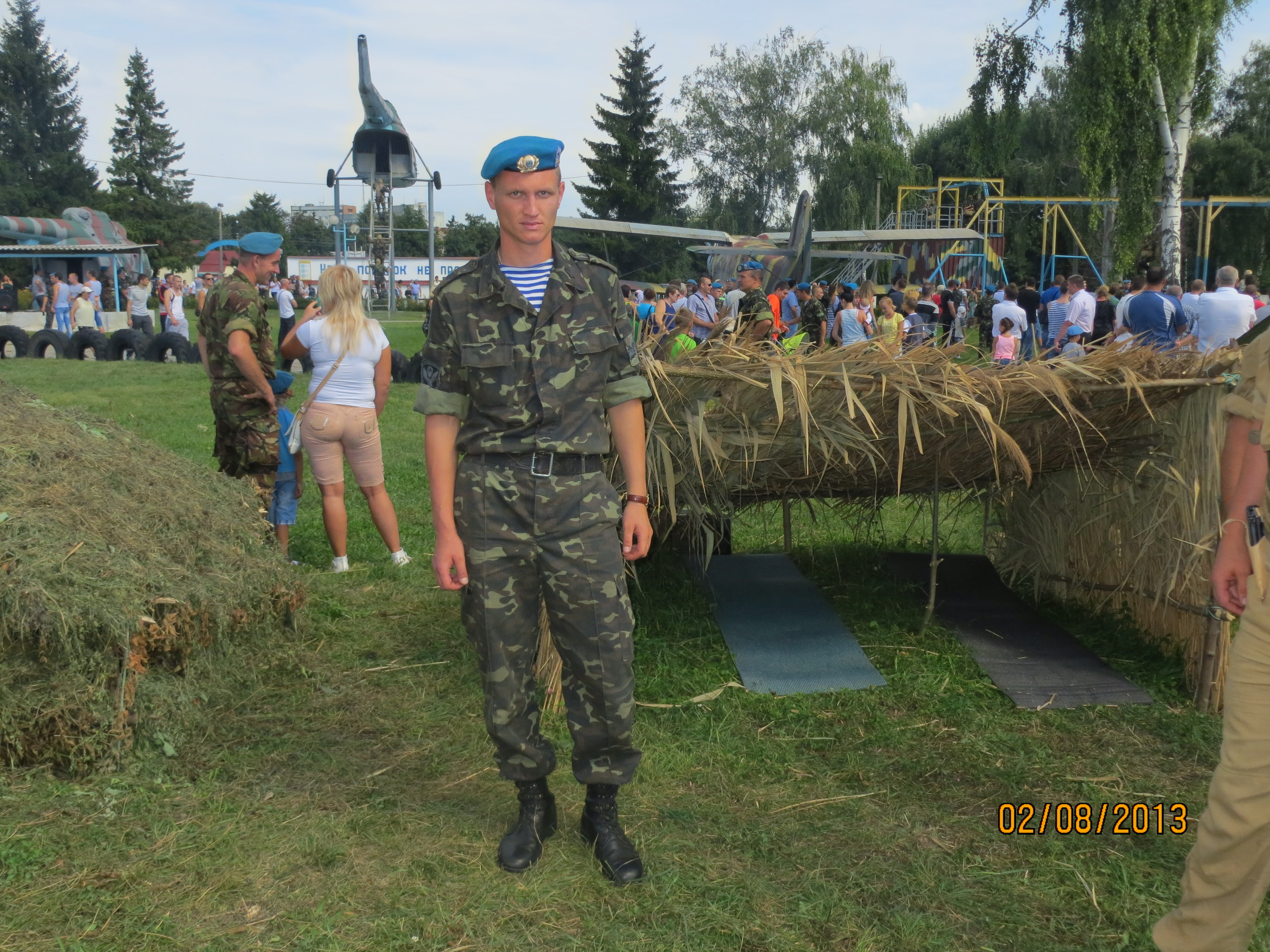
Володимир Черкасов, 2013 р.

Народився Володимир Черкасов у селі Ольгопіль Чечельницького району, був єдиною дитиною у батьків. По закінченні Вінницького вищого професійного училища проходив контрактну службу в Житомирі, далі служба за контрактом у 8-му окремому полку спеціального призначення, звідти направлений воювати до східних областей України.

## Обставини загибелі
Загинув 24 липня 2014 року коли КАМАЗ, на якому їхали спецпризначенці, потрапив під перехресний вогонь із засідки поблизу міста Первомайськ. Разом з Володимиром загинули сержант Василь Кобернюк, сержант Андрій Чабан та солдат Тарас Якимчук.
У Володимира Черкасова в селі Гуменне лишилися мати — Майя Олександрівна та батько — Юрій Володимирович.
Володимир Черкасов похований у селі Кожухівка, звідки родом мати.

## Нагороди
За особисту мужність і героїзм, виявлені у захисті державного суверенітету та територіальної цілісності України, вірність військовій присязі під час російсько-української війни, нагороджений орденом «За мужність» III ступеня (8 серпня 2014 року; посмертно).